# Clan Doherty
Pour les articles homonymes, voir Doherty (homonymie).
Le clan Doherty (en irlandais : Clann Ua Dochartaigh) est un clan irlandais basé dans le Comté de Donegal dans le nord de l’île d’Irlande.
Comme les clans d’autres cultures, les clans irlandais tels que le clan Doherty sont divisés en de nombreux septs et familles régionales, et on compte actuellement 140 variations remarquables de l’épellation du nom, duquel Doherty est la forme anglicisée la plus récente.
Les Dohertys affirment que leur lignée descend de Dochartach, le 12e descendant en ligne directe du roi Conall Gulban (m. 455), le fils de Niall Noigiallach (Niall des neuf otages), roi d'Irlande du Ve siècle, tenu pour responsable de l'enlèvement de la Saint Patrick, et homonyme de la puissante dynastie d'Uí Néill (descendants de Niall). Par l'intermédiaire de Niall les Dohertys peuvent remonter encore plus loin dans leur héritage, ils affirment descendre de l’une des plus vieilles lignées d’Europe. Cependant les origines de la famille, comme celles du peuple irlandais et de leurs ancêtres les Gaëls, sont obscurcies par les légendes de la mythologie celtique.
Les chefs du clan, désignés suivant le système de succession appelé tanistrie en vertu des lois séculaires de Brehon, étaient appelés les seigneurs d’Inishowen car ils étaient les principaux gouverneurs de la péninsule la plus au nord de l’île d’Irlande.
En 1608, le chef du clan Doherty, Cahir O' Doherty, s'est élevé contre la domination anglaise en Irlande et la politique d'implantation de colons protestants lors de la rébellion de O' Doherty. Lui et ses sectateurs sont parvenus à attaquer Derry et à brûler plusieurs châteaux forts avant d'être finalement défaits. Après la défaite Cahir a été tué et la famille a perdu beaucoup de sa puissance et de son influence. En 1784 la principale branche de la famille a quitté le pays, ses chefs sont depuis lors absents d'Irlande.
Pendant les années 1990 le gouvernement irlandais a offert une reconnaissance limitée aux chefs des clans les plus anciens, appelés Chiefs of the Name et désignés suivant le principe de primogéniture plutôt que par le système de la tanistrie. Le rang de chef du clan Doherty a été réclamé par Ramon O' Dogherty d’Espagne.
Après un scandale déclenché par de fausses affirmations de Terence MacCarthy, revendiquant le titre de chef du clan MacCarthy, le statut des chefs de clans en Irlande est maintenant incertain.
Des familles Doherty sont présentes de nos jours dans de nombreuses régions d’Irlande, et le clan Doherty représente une partie importante de la diaspora irlandaise. Le clan continue de s’impliquer dans l’histoire et la généalogie et organise des réunions familiales régulières à l'extrémité nord de la péninsule d’Inishowen.

## Personnalités
- Shannen Doherty, héroïne des séries Beverly Hills California Dreamin' et  Charmed
- Denny Doherty, chanteur du groupe The Mamas & the Papas
- Joseph Doherty, multi-instrumentiste (violon, alto, flûte, clarinette, clarinette basse, saxophone (soprano, alto, ténor, baryton), banjo, guitares, mandoline, piano) qui joue avec les Loic Lantoine ;
- Beth Doherty (née en 2003), militante irlandaise pour le climat.